# Variável global
Em programação, uma variável global é uma variável acessível em todos os escopos de um programa de computador. O mecanismo de interação com variáveis globais é chamada ambiente global. Em contraste o ambiente local é um mecanismo no qual as variáveis são locais (conceito básico de variável local) e sem memória compartilhada.
O uso de variáveis globais é geralmente considerado inadequado pois seu conteúdo pode ser potencialmente modificado de qualquer local, e qualquer parte de um código pode depender dela. A técnica possui o potencial de criar dependências mútuas, o que aumenta a complexidade e dificuldade de leitura de um código. Entretanto, para alguns casos seu uso pode ser adequado; um exemplo é a passagem frequente de variáveis continuamente por diversas funções.
Em programação concorrente, variáveis globais são bastante usadas para passar informações entre seções de código que não compartilham relação, como threads concorrentes e em programação de sinais.